# Lill-Tumba gård

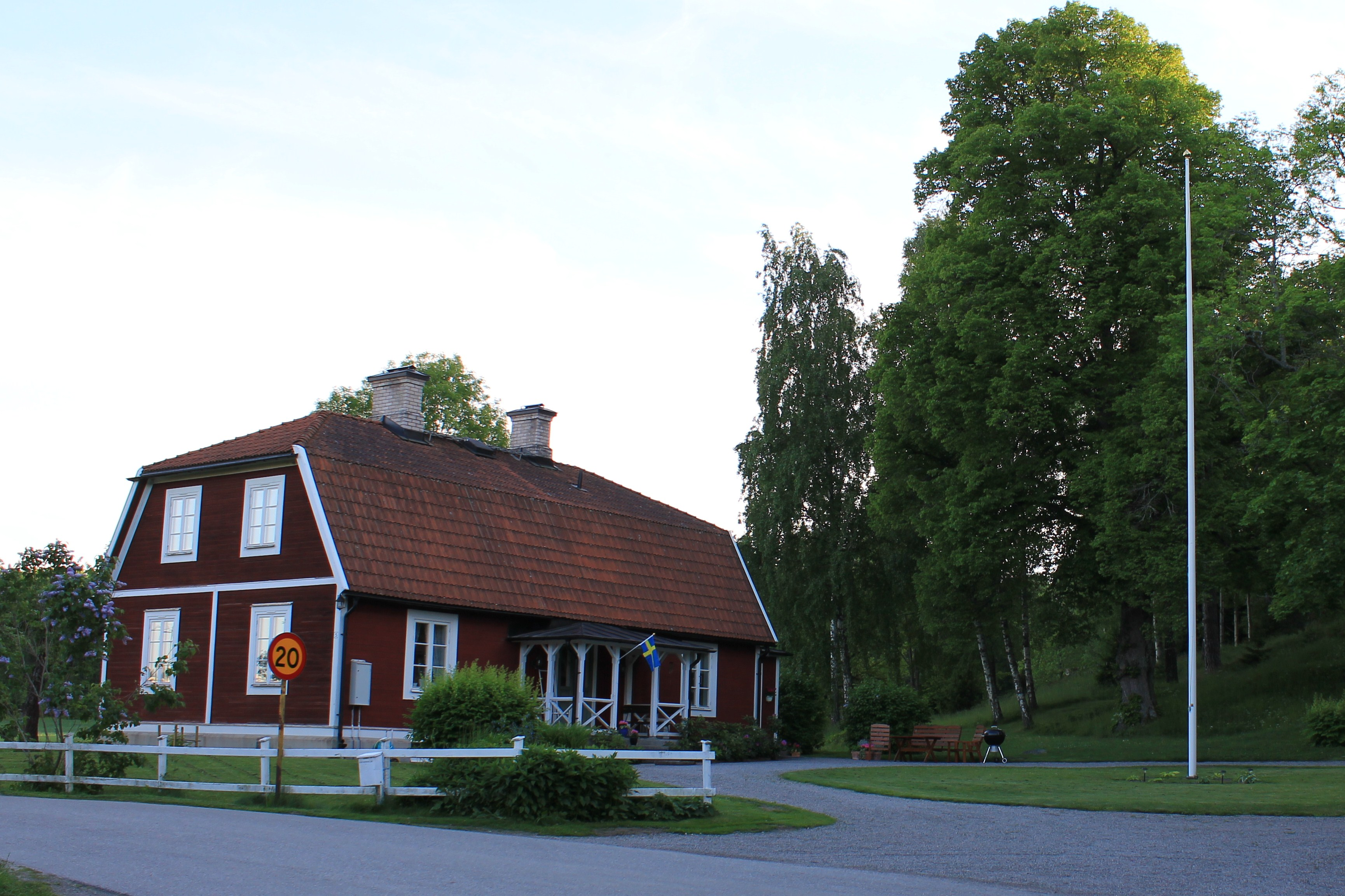
Mangårdsbyggnaden.

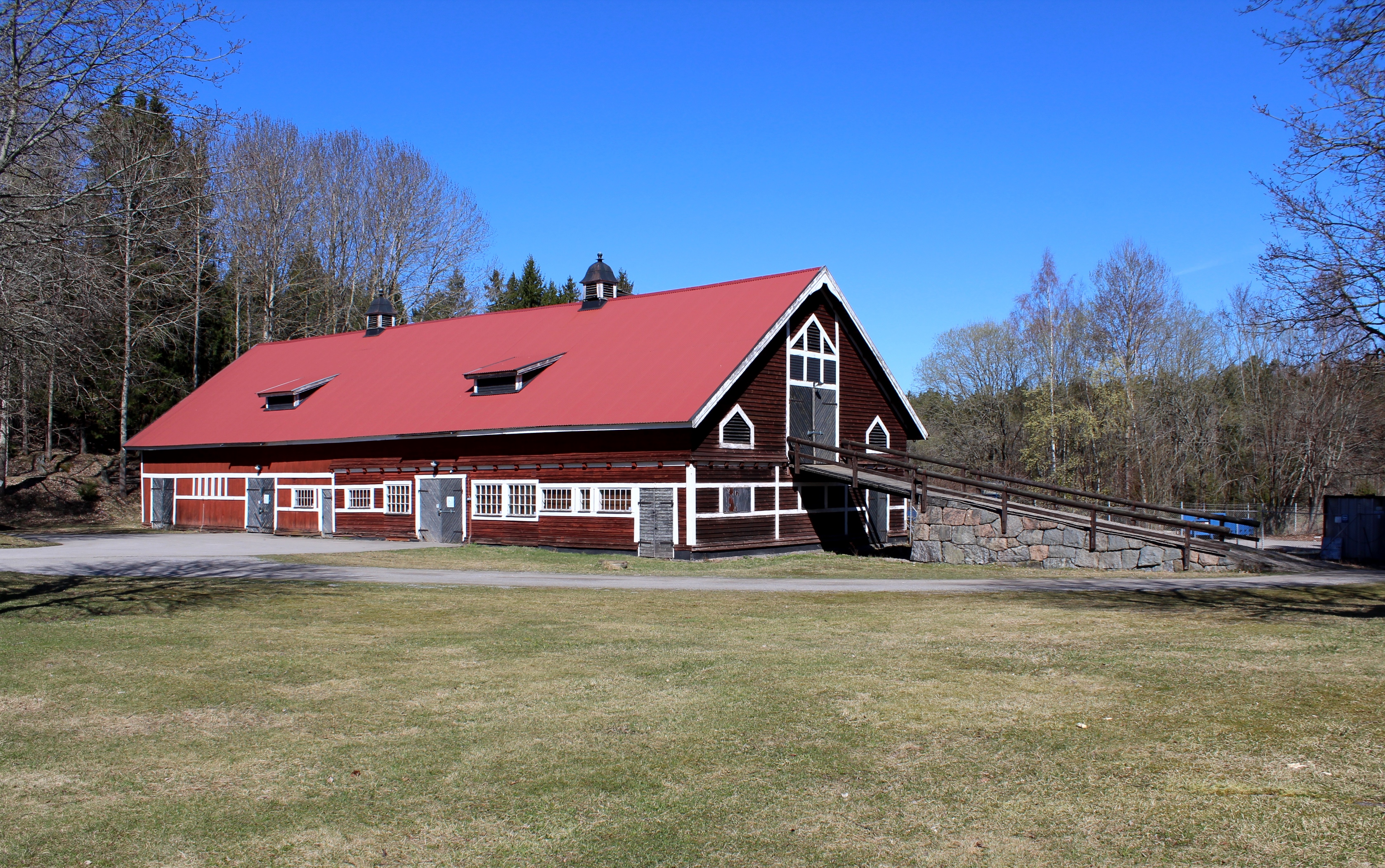
Ladugården.

Lill-Tumba gård är en hemmansgård i Tumba i Botkyrka kommun. Den ligger strax norr om Tumba pappersbruk, och hör till byggnadsminnet Tumba pappersbruk. Gården köptes år 1900 av bruket, eftersom man ville undvika att marken användes för andra syften. 1905 byggdes en ny ladugård, och 1908 en ny mangårdsbyggnad.
Vid Lill-Tumba gård finns ett järnåldersgravfält, R 186.